# Kwiryci
Kwiryci (łac. Quirites) – pierwotnie nazwa Sabinów zamieszkałych w Cures. Po podbiciu ich przez Rzymian nazwa ta została przez nich przejęta dla oznaczenia obywateli-cywilów, w przeciwieństwie do Romani jak określano obywateli-żołnierzy.